# Luiz Guilherme Costa Lyra
Luiz Guilherme Costa Lyra (Ilhéus, 21 de outubro de 1940 – 1 de abril de 2014) foi um médico brasileiro.
Graduado em medicina pela Universidade Federal da Bahia em 1965, onde obteve o doutorado em 1983. Foi eleito membro honorário nacional da Academia Nacional de Medicina em 14 de março de 2013.
Morreu em 1 de abril de 2014, sendo sepultado no Cemitério Jardim da Saudade em Salvador, Bahia.